# Генрих фон Сакс
Генрих фон Сакс (нем. Heinrich von Sax) — немецкий миннезингер XIII века эпохи классического миннезанга.
Происходил из рода Саксов. Его отец Ульрих фон Сакс был аббатом Санкт-Галлена, брат, Ульрих фон Зингенберг, — был также миннезингером. Служил при дворе Генриха VI и Фридриха II.
Сочинил много творений, среди них выделяется лейх: это изящная мелодия, в ней — традиционное строение танцевальной песни: описание пейзажов, приглашение на танец и наконец, сама картина танца. В лейхе поэт поставил себя в круг общества, писал свои повторяющиеся фразы о своей любви и верности к любимой. Появляется картина танца под липой, а затем — комплименты к дамам, Генрих объявляет, что танец окончен. В лейхе нет ничего оригинального, только яркость, плавность, виртуозность мелодии классического миннезанга.
Был женат, также имел несколько детей. Умер в 1236 году.

## Интересные факты
- Потомок Генриха Хоэнсакс владел Гейдельбергской рукописью.
- Служил при дворе Генриха VI, от которого и научился сочинять.